# John Slattery
John M. Slattery Jr. (Boston, Massachusetts, 1962. augusztus 13. –) amerikai színész, rendező.
Legismertebb alakítása Howard Stark a Marvel-moziuniverzum filmjeiben. Elsőként a 2008-as Vasember 2. című filmben tűnt fel, ezt követte a A Hangya (2015), a Amerika Kapitány: Polgárháború (2016) és a Bosszúállók: Végjáték (2019). 
2007 és 2015 között a Mad Men – Reklámőrültek című sorozatban is játszott.

## Élete és pályafutása
Boston, Massachusettsben született. Anyja Joan Mulher, apja John "Jack" Slattery. Hat testvére van.

## Magánélete
Lelkes sportoló, síel és szörfözik. 
1998-ban feleségül vette Talia Balsam színésznőt. Van egy fia, Harry Slattery. SoHo-ban laknak.

## Filmográfia

### Film
| Év   | Magyar cím                         | Eredeti cím                  | Szerep                                 | Magyar hang         |
| ---- | ---------------------------------- | ---------------------------- | -------------------------------------- | ------------------- |
| 1996 | Minden gyanú felett                | City Hall                    | George nyomozó                         |                     |
| 1996 | Végképp eltörölni                  | Eraser                       | Corman FBI-ügynök                      |                     |
| 1996 | Pokoli lecke                       | Sleepers                     | Rob Carlson                            | Salinger Gábor      |
| 1997 | Ha harc, hát legyen harc!          | My Brother's War             | Devlin                                 |                     |
| 1997 |                                    | Red Meat                     | Stefan                                 |                     |
| 1998 | Az utolsó aratás                   | Harvest                      | Johnson seriff                         |                     |
| 1998 | A csonttörő                        | The Naked Man                | Ferris                                 | Németh Gábor        |
| 1998 |                                    | Where's Marlowe?             | Kevin Murphy                           |                     |
| 2000 | Traffic                            | Traffic                      | Dan Collier, helyettes kerületi ügyész | Wohlmuth István     |
| 2001 |                                    | Sam the Man                  | Maxwell Slade                          |                     |
| 2002 | Rossz társaság                     | Bad Company                  | Roland Yates                           | László Zsolt        |
| 2003 | Az állomásfőnök                    | The Station Agent            | David, Olivia exférje                  | Tarján Péter        |
| 2003 | Mona Lisa mosolya                  | Mona Lisa Smile              | Paul Moore                             | Rosta Sándor        |
| 2004 |                                    | Noise                        | Rutherford nyomozó                     |                     |
| 2004 | Dirty Dancing 2.                   | Dirty Dancing: Havana Nights | Bert Miller                            | Harsányi Gábor      |
| 2004 | Dirty Dancing 2.                   | Dirty Dancing: Havana Nights | Bert Miller                            | Kőszegi Ákos        |
| 2006 | A helyzet                          | The Situation                | Carrick ezredes                        | Balázsi Gyula       |
| 2006 | A dicsőség zászlaja                | Flags of Our Fathers         | Bud Gerber                             | Kárpáti Tibor       |
| 2007 | Ultrakopó                          | Underdog                     | polgármester                           | Rosta Sándor        |
| 2007 | Cserbenhagyás                      | Reservation Road             | Steve Cutter                           | Fazekas István      |
| 2007 | Charlie Wilson háborúja            | Charlie Wilson's War         | Henry Cravely                          | Juhász György       |
| 2007 | Charlie Wilson háborúja            | Charlie Wilson's War         | Henry Cravely                          | Rosta Sándor        |
| 2010 | Vasember 2.                        | Iron Man 2                   | Howard Stark                           | Tarján Péter        |
| 2011 | Sorsügynökség                      | The Adjustment Bureau        | Richardson                             | Dunai Tamás         |
| 2011 |                                    | Return                       | Bud                                    |                     |
| 2012 |                                    | In Our Nature                | Gil                                    |                     |
| 2013 | Kékmadár                           | Bluebird                     | Richard                                | Bezerédi Zoltán     |
| 2014 | God’s Pocket                       | God's Pocket                 | filmrendező                            | –                   |
| 2015 | Ted 2.                             | Ted 2                        | Shep Wild                              | Fazekas István      |
| 2015 | A Hangya                           | Ant-Man                      | Howard Stark (cameo)                   | Tarján Péter        |
| 2015 | Spotlight – Egy nyomozás részletei | Spotlight                    | Ben Bradlee Jr.                        | Fazekas István      |
| 2016 | Amerika Kapitány: Polgárháború     | Captain America: Civil War   | Howard Stark                           | Tarján Péter        |
| 2017 | Churchill                          | Churchill                    | Dwight D. Eisenhower                   |                     |
| 2019 | Bosszúállók: Végjáték              | Avengers: Endgame            | Howard Stark                           | Tarján Péter        |
| 2022 | Valld Be, Fletch                   | Confess, Fletch              | Frank Jaffe                            |                     |
| 2024 | Cukormáz nélkül                    | Unfrosted                    | Roger Sterling                         | Végh Péter[forrás?] |
| 2025 |                                    | Nuremberg                    | Burton C. Andrus ezredes               |                     |

### Televízió
| Év        | Magyar cím                                 | Eredeti cím                                | Szerep                                | Megjegyzések                                                        |
| --------- | ------------------------------------------ | ------------------------------------------ | ------------------------------------- | ------------------------------------------------------------------- |
| 1989      |                                            | Dirty Dozen: The Series                    | Dylan Leeds közlegény                 | 7 epizód                                                            |
| 1989      |                                            | Father Dowling Mysteries                   | Doug                                  | 1 epizód                                                            |
| 1991      |                                            | Under Cover                                | Graham Parker                         | 13 epizód                                                           |
| 1991      |                                            | Under Cover                                | Graham Parker                         | tévéfilm                                                            |
| 1991      |                                            | Before the Storm                           | Graham Parker                         | tévéfilm                                                            |
| 1991      |                                            | China Beach                                | Dr. Bob                               | 1 epizód                                                            |
| 1991–1993 |                                            | Homefront                                  | Al Kahn                               | főszereplő (38 epizód)                                              |
| 1995      | Egy független asszony                      | A Woman of Independent Means               | Dwight                                | minisorozat stáblistán nem szerepel                                 |
| 1995      |                                            | Ned and Stacey                             | Sam                                   | 1 epizód                                                            |
| 1996      |                                            | Lily Dale                                  | Will Kidder                           | tévéfilm                                                            |
| 1998      | A végtelen szerelmesei – Az Apolló-program | From the Earth to the Moon                 | Walter Mondale                        | minisorozat (1 epizód)                                              |
| 1998      | Ötösfogat                                  | Party of Five                              | Jay Mott                              | 2 epizód                                                            |
| 1998      |                                            | Becker                                     | Peter                                 | 1 epizód                                                            |
| 1998–1999 |                                            | Maggie                                     | Dr. Richard Meyers                    | főszereplő (17 epizód)                                              |
| 1998–2000 | Esküdt ellenségek                          | Law & Order                                | Arlen Levitt / Dr. Richard Shipman    | 2 epizód                                                            |
| 1999      | Will és Grace                              | Will & Grace                               | Sam Truman                            | 2 epizód                                                            |
| 1999–2000 | Amynek ítélve                              | Judging Amy                                | Michael Cassidy                       | 3 epizód                                                            |
| 2000      | Szex és New York                           | Sex and the City                           | Bill Kelley                           | 2 epizód                                                            |
| 2000      | Hulló csillag                              | Catch a Falling Star                       | Ben Cameron                           | - tévéfilm - magyar hangja: - Fazekas István                        |
| 2001–2002 | Ed                                         | Ed                                         | Dennis Martino                        | visszatérő szerep (17 epizód)                                       |
| 2003      |                                            | K Street                                   | Tommy Flannegan                       | főszereplő (10 epizód)                                              |
| 2004      | Az értelem diadala                         | The Brooke Ellison Story                   | Ed Ellison                            | - tévéfilm - magyar hangja: - Schnell Ádám                          |
| 2004–2005 | Jack és Bobby                              | Jack & Bobby                               | Peter Benedict                        | főszereplő (21 epizód)                                              |
| 2007      | Született feleségek                        | Desperate Housewives                       | Victor Lang                           | - 14 epizód - magyar hangja:[forrás?] - Schnell Ádám                |
| 2007–2015 | Mad Men – Reklámőrültek                    | Mad Men                                    | Roger Sterling, Jr.                   | - főszereplő - rendező (5 epizód) - magyar hangja: - Fazekas István |
| 2009      |                                            | The Colbert Report                         | önmaga                                | 1 epizód                                                            |
| 2010      | A stúdió                                   | 30 Rock                                    | Steven Austin                         | 1 epizód                                                            |
| 2011      | A Simpson család                           | The Simpsons                               | Robert Marlowe (hangja)               | 1 epizód                                                            |
| 2011–2012 | A Cleveland-show                           | The Cleveland Show                         | Larry Box polgármester (hangja)       | 4 epizód                                                            |
| 2013      | Az ítélet: család                          | Arrested Development                       | Dr. Norman                            | 2 epizód                                                            |
| 2015      |                                            | Wet Hot American Summer: First Day of Camp | Claude Dumet                          | 6 epizód                                                            |
| 2015      |                                            | Documentary Now!                           | William H. Sebastian                  | 1 epizód                                                            |
| 2016      | Az alelnök                                 | Veep                                       | Charlie Baird                         | 6 epizód                                                            |
| 2016–2017 |                                            | Love                                       | nem szerepel                          | rendező (3 epizód)                                                  |
| 2018      | A Romanov-dinasztia                        | The Romanoffs                              | Daniel Reese                          | 2 epizód                                                            |
| 2019      | Modern szerelem                            | Modern Love                                | Dennis                                | 2 epizód                                                            |
| 2020      | Mrs. America                               | Mrs. America                               | Fred Schlafly                         | - minisorozat (7 epizód) - magyar hangja: - Kőszegi Ákos            |
| 2020      | Next – A kód                               | neXt                                       | Paul LeBlanc                          | főszereplő (20 epizód)                                              |
| 2021      |                                            | Girls5eva                                  | önmaga                                | 1 epizód                                                            |
| 2021      | Mikulás Rt.                                | Santa Inc.                                 | Larson (hangja)                       | 3 epizód                                                            |
| 2022      | Diane védelmében                           | The Good Fight                             | Dr. Lyle Bettencourt                  | 9 epizód                                                            |
| 2023      | Hétköznapi vámpírok – A sorozat            | What We Do in the Shadows                  | önmaga                                | 1 epizód                                                            |
| 2023      | Mi lenne, ha…?                             | What If...?                                | Howard Stark (hangja)                 | - 1 epizód - magyar hangja: - Tarján Péter                          |
| 2025      | Harley Quinn                               | Harley Quinn                               | Floronic Man / Jason Woodrue (hangja) | 2 epizód                                                            |
| 2025      |                                            | The Rainmaker                              | Leo F. Drummond                       | főszereplő                                                          |

## Fordítás
- Ez a szócikk részben vagy egészben  a   John Slattery című angol Wikipédia-szócikk ezen változatának fordításán alapul.  Az eredeti cikk szerkesztőit annak laptörténete sorolja fel. Ez a jelzés csupán a megfogalmazás eredetét és a szerzői jogokat jelzi, nem szolgál a cikkben szereplő információk forrásmegjelöléseként.